# Klosterhöfchen
Klosterhöfchen war ein Hotel, Restaurant und Wohnplatz auf dem Gebiet des Stadtteils Frankenforst der Stadt Bergisch Gladbach  im Rheinisch-Bergischen Kreis.

## Lage und Beschreibung
Die Ortslage befand sich an der Frankenforster Straße, Wingertsheide. Das Hotel befand sich in Wingertsheide 67. Der Schriftzug Klosterhöfchen ist noch am Gebäude vorhanden.

## Geschichte
An der Wingertsheide befand sich am Rand des Frankenforsts ein alter Kalkofen. In dieser Gegend entwickelte sich eine Ortslage mit einem Haus und fünf Einwohnern im Jahr 1905. Zu dieser Zeit gehörte der Ort zur Bürgermeisterei Bensberg und katholischen Pfarre Refrath. Später entwickelte sich daraus ein Hotel und Ausflugslokal. Mittlerweile bildet die Ortslage mit der umliegenden Bebauung einen geschlossenen Siedlungsbereich.